# Pakistanische Cricket-Nationalmannschaft in Simbabwe in der Saison 2013
Die Tour der pakistanischen Cricket-Nationalmannschaft nach Simbabwe in der Saison 2013 fand vom 23. August bis zum 14. September 2013 statt. Die internationale Cricket-Tour war Teil der internationalen Cricket-Saison 2013. Sie umfasste zwei Test Matches, drei ODIs und zwei Twenty20s. Pakistan gewann die ODI-Serie 2–1 und the Twenty20-Serie 2–0, während die Test-Serie 1-1 ausging. Die ausgetragenen Tests der Touren waren Spiele im Rahmen der ICC Test Championship, die ODI Bestandteil der ICC ODI Championship und die Twenty20-Spiele Teil der ICC T20I Championship.

## Vorgeschichte
Pakistan hat zuvor eine Tour in den West Indies durchgeführt, Simbabwe hatte zuvor Indien zu Gast. Die letzte Tour der beiden Teams gegeneinander fand in der Saison 2011 in Simbabwe statt.

## Stadien
Die folgenden Stadien wurden für die Tour als Austragungsort vorgesehen und am 6. August 2013 bekanntgegeben. Ursprünglich war der zweite Test in Bulawayo vorgesehen, wurde jedoch aus Kostengründen ebenfalls nach Harare verlegt.
| Stadion | Stadt              | Kapazität | Spiele                                 |
| ------- | ------------------ | --------- | -------------------------------------- |
| Harare  | Harare Sports Club | 10.000    | 1. & 2. Test; 1. – 3. ODI; 1. & 2. T20 |

## Kaderlisten
Pakistan benannte seine Kader am 6. August 2013.
Simbabwe benannte seinen Twenty20-Kader am 22. August 2013.
| Test | Test | ODI | ODI | Twenty20 | Twenty20 |
| Simbabwe | Pakistan | Simbabwe | Pakistan | Simbabwe | Pakistan |
| --- | --- | --- | --- | --- | --- |
| - Brendan Taylor (K & wk) - Tendai Chatara - Elton Chigumbura - Hamilton Masakadza - Shingi Masakadza - Tino Mawoyo - Richmond Mutumbami - Tinashe Panyangara - Vusi Sibanda - Sikandar Raza - Prosper Utseya - Brian Vitori - Malcolm Waller | - Misbah-ul-Haq (K) - Abdul Rehman - Adnan Akmal (wk) - Asad Shafiq - Azhar Ali - Ehsan Adil - Faisal Iqbal - Junaid Khan - Khurram Manzoor - Mohammad Hafeez - Rahat Ali - Saeed Ajmal - Shaan Masood - Wahab Riaz - Younis Khan | - Brendan Taylor (K & wk) - Tendai Chatara - Elton Chigumbura - Michael Chinouya - Timycen Maruma - Hamilton Masakadza - Shingi Masakadza - Tino Mawoyo - Natsai Mushangwe - Tinotenda Mutombodzi - Richmond Mutumbami - Tinashe Panyangara - Vusi Sibanda - Sikandar Raza - Prosper Utseya - Brian Vitori - Malcolm Waller - Sean Williams | - Misbah-ul-Haq (K) - Abdul Rehman - Ahmed Shehzad - Anwar Ali - Asad Ali - Asad Shafiq - Haris Sohail - Junaid Khan - Mohammad Hafeez - Mohammad Irfan - Nasir Jamshed - Saeed Ajmal - Sarfaraz Ahmed (wk) - Shahid Afridi - Umar Akmal (wk) - Umar Amin | - Brendan Taylor (K & wk) - Tendai Chatara - Chamu Chibhabha - Elton Chigumbura - Timycen Maruma - Hamilton Masakadza - Shingi Masakadza - Natsai Mushangwe - Tinashe Panyangara - Vusi Sibanda - Sikandar Raza - Prosper Utseya - Brian Vitori - Malcolm Waller - Sean Williams | - Mohammad Hafeez (K) - Ahmed Shehzad - Anwar Ali - Asad Ali - Haris Sohail - Junaid Khan - Mohammad Irfan - Nasir Jamshed - Saeed Ajmal - Sarfaraz Ahmed (wk) - Shahid Afridi - Sohaib Maqsood - Sohail Tanvir - Umar Akmal (wk) - Umar Amin - Zulfiqar Babar |

## Twenty20 Internationals

### Erstes Twenty20 in Harare
| 23. August Scorecard | Harare | Pakistan 161-5 (20)          | – | Simbabwe 136-5 (20) |
|                      |        | Pakistan gewinnt mit 25 Runs |   |                     |

### Zweites Twenty20 in Harare
| 24. August Scorecard | Harare | Pakistan 179-1 (20)          | – | Simbabwe 160-6 (20) |
|                      |        | Pakistan gewinnt mit 19 Runs |   |                     |

## One-Day Internationals

### Erstes ODI in Harare
| 27. August Scorecard | Harare | Pakistan 244-7 (50)            | – | Simbabwe 246-3 (48.2) |
|                      |        | Simbabwe gewinnt mit 7 Wickets |   |                       |

### Zweites ODI in Harare
| 29. August Scorecard | Harare | Pakistan 299-4 (50)          | – | Simbabwe 209 (42.4) |
|                      |        | Pakistan gewinnt mit 90 Runs |   |                     |

### Drittes ODI in Harare
| 31. August Scorecard | Harare | Pakistan 260-6 (50)           | – | Simbabwe 152 (40) |
|                      |        | Pakistan gewinnt mit 108 Runs |   |                   |

## Tests

### Erster Test in Harare
| 3. – 7. September Scorecard | Harare | Pakistan 249 (90.1) & 419-9d (149.3) | – | Sri Lanka 327 (103.3) & 120 (46.4) |
|                             |        | Pakistan gewinnt mit 221 Runs        |   |                                    |

### Zweiter Test in Harare
| 10. – 14. September Scorecard | Harare | Simbabwe 294 (109.5) & 199 (89.5) | – | Pakistan 230 (104.5) & 239 (81) |
|                               |        | Simbabwe gewinnt mit 24 Runs      |   |                                 |

## Player of the Series
Als Player of the Series wurden die folgenden Spieler ausgezeichnet.
| Serie | Player of the Series |
| ----- | -------------------- |
| Test  | Younis Khan          |
| ODI   | Mohammad Hafeez      |
| T20   | Ahmed Shehzad        |

### Player of the Match
Als Player of the Match wurden die folgenden Spieler ausgezeichnet.
| Spiel   | Player of the Match |
| ------- | ------------------- |
| 1. T20  | Ahmed Shehzad       |
| 2. T20  | Ahmed Shehzad       |
| 1. ODI  | Hamilton Masakadza  |
| 2. ODI  | Mohammad Hafeez     |
| 3. ODI  | Misbah-ul-Haq       |
| 1. Test | Younis Khan         |
| 2. ODI  | Tendai Chatara      |